# Vångaren
Vångaren är en sjö i Västerviks kommun i Småland och ingår i Storån-Botorpsströmmens kustområde. Sjön är 27,5 meter djup, har en yta på 3,2 kvadratkilometer och befinner sig 24,2 meter över havet. Sjön avvattnas av vattendraget Verkebäcksån. Vid provfiske har en stor mängd fiskarter fångats, bland annat abborre, braxen, gers och gädda.

## Delavrinningsområde
Vångaren ingår i det delavrinningsområde (640514-153821) som SMHI kallar för Utloppet av Vångaren. Medelhöjden är 38 meter över havet och ytan är 14,93 kvadratkilometer. Det finns ett avrinningsområde uppströms, och räknas det in blir den ackumulerade arean 32,15 kvadratkilometer. Avrinningsområdets utflöde Verkebäcksån mynnar i havet. Avrinningsområdet består mestadels av skog (56 %) och jordbruk (14 %). Avrinningsområdet har 3,22 kvadratkilometer vattenytor vilket ger det en sjöprocent på 21,5 %.

## Fisk
Vid provfiske har följande fisk fångats i sjön:
| - Abborre - Braxen - Gärs - Gädda - Lake - Löja - Mört - Nissöga - Nors - Ruda - Sarv | - Sutare |